# Tři mušketýři (seriál)
Tři mušketýři (v anglickém originále The Musketeers) je britský dramatický televizní seriál vysílaný od ledna 2014 do srpna 2016 na stanici BBC One. Televize původně oznámila, že premiéru si seriál odbude již závěrem roku 2013, nicméně nakonec došlo k přesunu. Příběh vychází ze známé románové předlohy Alexandra Dumase, nedrží se však věrně Dumasova příběhu, nýbrž do něj vnesla moderní pojetí. První, druhá i třetí řada seriálu mají po 10 dílech.
V českém znění uvedla seriál nejprve od poloviny září 2014 placená satelitní a kabelová televize Filmbox. Poté jej od 29. června 2015 začala vysílat televize Prima, a to v dvoudílných blocích v pondělním večerním vysílacím čase.

## Děj
Příběh se odehrává v Paříži v období 17. století. Známá skupina mušketýrů ve složení D'Artagnan (Pasqualino), Athos (Burke), Aramis (Cabrera) a Porthos (Charles) zde hájí spravedlnost a hrdinskými činy přivádějí k šílenství hlavního soupeře kardinála Richelieu, s nímž bojují o přízeň krále Ludvíka XIII.

## Hlavní postavy
| Luke Pasqualino   | D'Artagnan          |
| Santiago Cabrera  | Aramis              |
| Tom Burke         | Athos               |
| Howard Charles    | Porthos             |
| Peter Capaldi     | kardinál Richelieu  |
| Tamla Kari        | Constance Bonacieux |
| Maimie McCoy      | Milady de Winter    |
| Hugo Speer        | kapitán Treville    |
| Ryan Gage         | král Ludvík XIII.   |
| Alexandra Dowling | královna Anna       |
| Marc Warren       | Rochefort           |
| Lenka Burianová   | vévodkyně           |

## Vysílání
| Řada | Díly | Premiéra ve VB  | Premiéra ve VB  | Premiéra TV Prima | Premiéra TV Prima |
| Řada | Díly | První díl       | Poslední díl    | První díl         | Poslední díl      |
| ---- | ---- | --------------- | --------------- | ----------------- | ----------------- |
| 1    | 10   | 19. ledna 2014  | 30. března 2014 | 29. června 2015   | 27. července 2015 |
| 2    | 10   | 2. ledna 2015   | 27. března 2015 | 3. srpna 2015     | 6. září 2015      |
| 3    | 10   | 28. května 2016 | 1. srpna 2016   |                   |                   |

## Produkce
Natáčení bylo rozděleno do bloků po dvou dílech, přičemž každý z nich byl svěřen jinému režisérovi. Hlavním režisérem je Toby Haynes, který pro BBC natáčel například seriál Sherlock.
Natáčení probíhalo od března 2013 z velké části v České republice, mimo jiné v Praze, ve Slavkově u Brna, v Kroměříži, na hradě Švihov a Zvíkov, v klášteře Doksany, pevnosti Terezín nebo na zámcích Kačina,
Dobříš, Ploskovice a Hluboká. V Doksanech vznikla hlavní mušketýrská základna, do níž se filmaři vrátili i k natáčení druhé řady. Ta se v roce 2014 točila např. i v pražském Strahovském klášteře či v Prachovských skalách.
Během půlročního natáčení první řady v roce 2013 se produkce chystala vynaložit v České republice na službách, nájmech a mzdách asi 230 milionů korun. Václav Mottl z Czech Anglo Productions na začátku roku 2013 uváděl, že si tvůrci vybrali natáčení v českých lokacích kvůli zdejšímu velkému množství kulturních památek, profesionalitě českého filmového štábu i státní podpoře ve formě 20% vratky nákladů vynaložených za natáčení. Česká produkční společnost na natáčení spolupracovala s BBC Worldwide. Aleš Borovan později uvedl, že při natáčení první řady od března do října 2013 bylo z celkového rozpočtu 408 milionů korun vyčleněno pro televizní produkci v ČR celkem 253 milionů korun.
V souvislosti s českým natáčením televize Prima spolu s Lidovými novinami vydala jako součást marketingové kampaně mapu lokací.

## České znění
V roce 2014 pro televizi Filmbox připravilo český dabing Studio Soundwave s překladem Ivana Kotmela v režii Martina Těšitele. V roce 2015 pak pro televizi Prima vyrobila české znění společnost Médea Promotion Dabing s překladem Blanky Dobré v režii Filipa Jančíka.
| Postava             | Herec/herečka     | Dabing Filmbox   | Dabing TV Prima         |
| ------------------- | ----------------- | ---------------- | ----------------------- |
| D'Artagnan          | Luke Pasqualino   | Vojtěch Hájek    | Oldřich Hajlich         |
| Aramis              | Santiago Cabrera  | Gustav Bubník    | Petr Gelnar             |
| Athos               | Tom Burke         | Jakub Saic       | Petr Lněnička           |
| Porthos             | Howard Charles    | Kryštof Rímský   | Ernesto Čekan           |
| kardinál Richelieu  | Peter Capaldi     | Vladislav Beneš  | Vladislav Beneš         |
| Constance Bonacieux | Tamla Kari        | Zuzana Kajnarová | Kristýna Bábková        |
| Milady de Winter    | Maimie McCoy      | Hana Ševčíková   | Jana Stryková           |
| kapitán Treville    | Hugo Speer        | Pavel Rímský     | Pavel Rímský            |
| král Ludvík XIII.   | Ryan Gage         | Martin Sobotka   | Petr Burian             |
| královna Anna       | Alexandra Dowling | ?                | Anna Theimer Suchánková |
| Rochefort           | Marc Warren       | ?                | Libor Hruška            |